# سیاست تک‌فرزندی

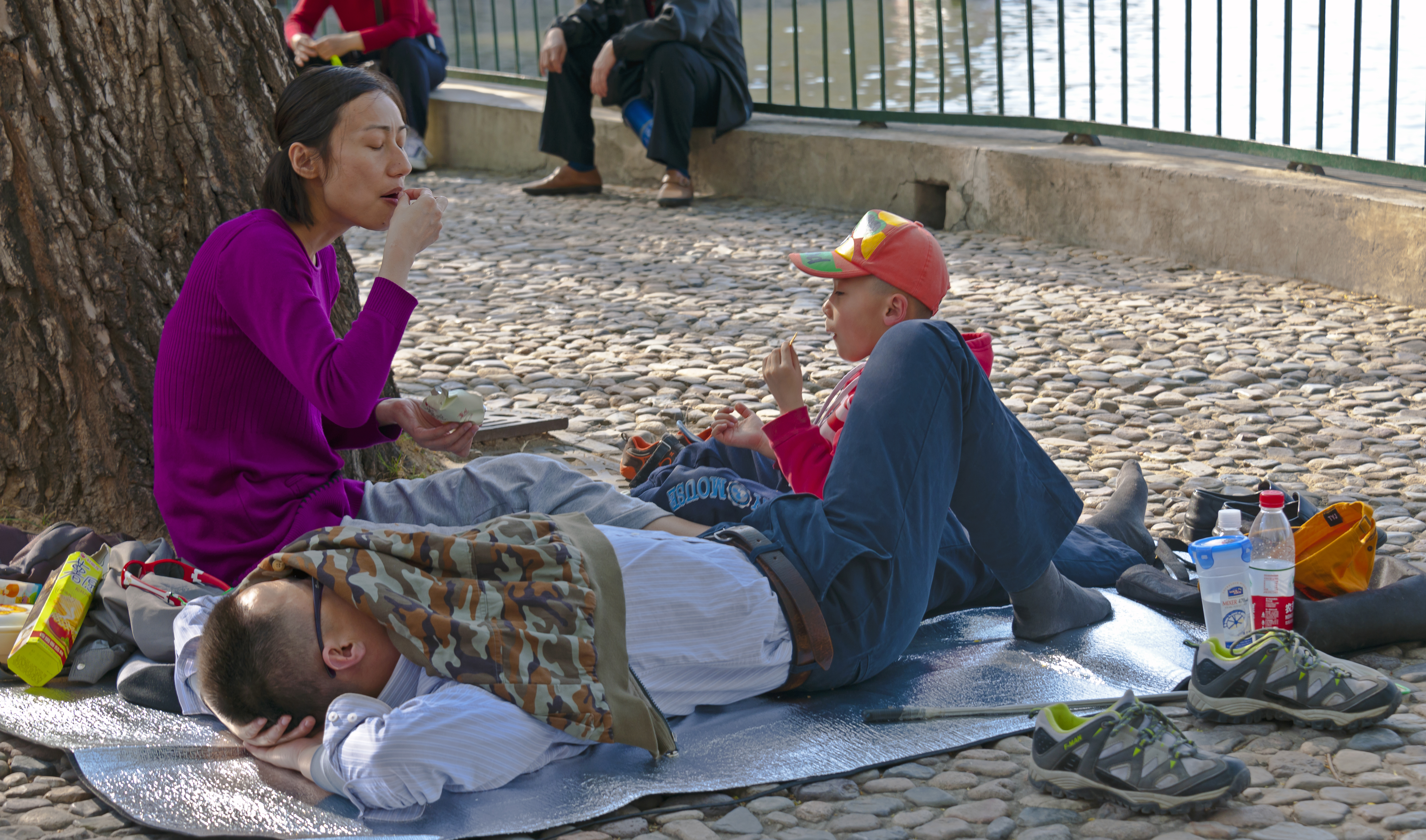
خانواده چینی در پارکی در پکن

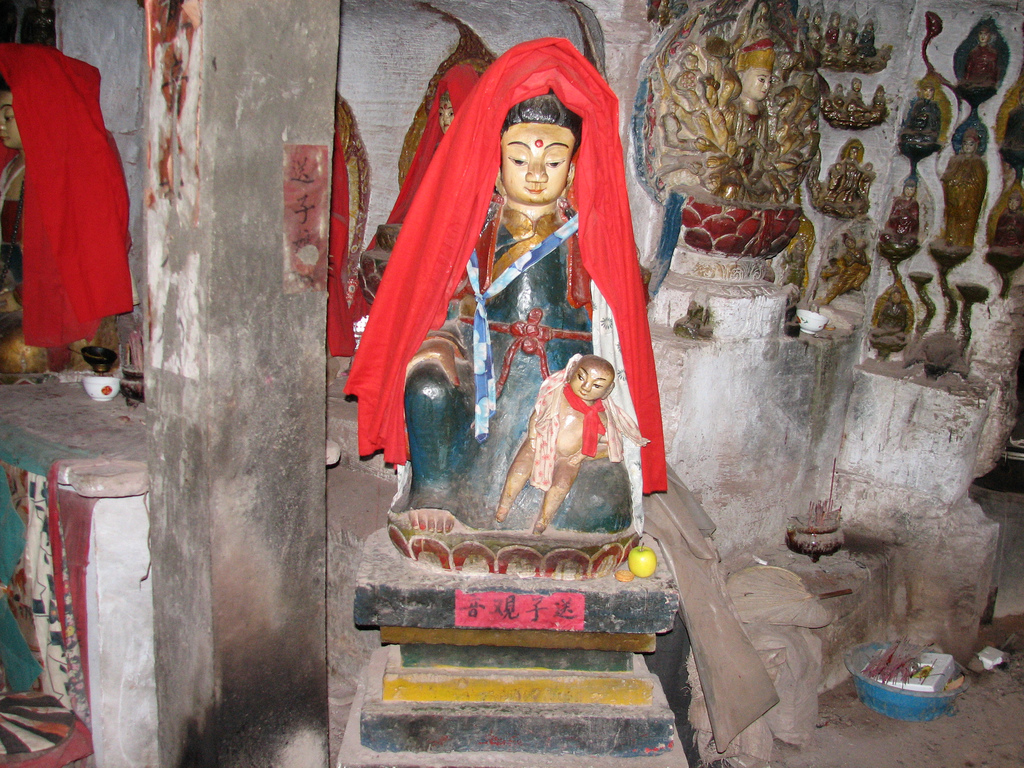
مجسمه فرشته‌ای که فرزند می‌بخشد در یک معبد

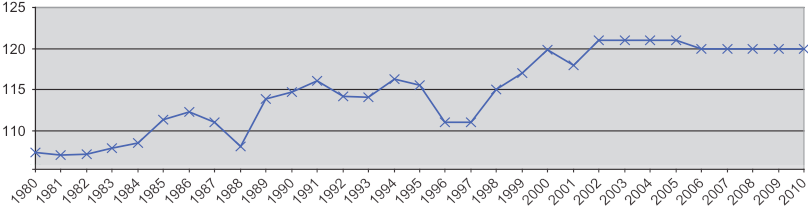
نسبت جنسیتی هنگام تولد از سال ۱۹۸۰ تا ۲۰۱۰

سیاست تنظیم خانواده معروف به سیاست تک‌فرزندی برنامه کنترل جمعیت در چین بود که از سال ۱۹۷۹ آغاز شد و تا سال ۲۰۱۵ ادامه داشت. تخمین زده می‌شود که از ابتدای اعمال این سیاست تاکنون از تولد حدود ۴۰۰ میلیون نوزاد جلوگیری شده‌است. این سیاست به بسیاری از چینی‌ها تنها اجازه داشتن یک فرزند را می‌داد و البته استثنائات زیادی هم برای داشتن فرزند دوم یا سوم در نظر گرفته شده بود. اقلیت‌های قومی که حدود ۸٫۵ درصد جمعیت کشور را تشکیل می‌دهند، اجازه داشن دو فرزند را داشتند و در روستاها هم در برخی موارد امکان داشتن فرزند دوم وجود داشت. در سال ۲۰۱۳ این سیاست تا حد زیادی تلطیف شده و به خانواده‌هایی که یکی از والدین خودش تک‌فرزند است، اجازه داشتن فرزند دوم را می‌داد.
افرادی که این سیاست را نقض می‌کردند، با جریمه‌های نقدی روبرو می‌شدند و میزان جریمه با توجه به درآمد آن‌ها و برخی فاکتورهای دیگر متغیر بود. مقاومت‌هایی هم در مقابل این سیاست به ویژه در روستاها صورت گرفته که برای نیروی کار کشاورزی به فرزند نیاز داشته و به‌طور سنتی به داشتن فرزند پسر علاقه دارند. خانواده‌هایی که این سیاست را نقض می‌کردند، معمولاً با دروغ در سرشماری از مجازات فرار می‌کردند.
سیاست تک‌فرزندی در کاهش رشد جمعیت چین مؤثر بود و نرخ رشد جمعیت را در سال ۲۰۱۳ به ۰٫۴۶٪ رساند اما تبعات ناخواسته‌ای هم داشت. ترجیح سنتی برای داشتن فرزند پسر موجب شد تا توازن جنسیتی کشور برهم بخورد. بر اساس سرشماری سال ۲۰۱۰ نسبت جنسی در هنگام تولد ۱۱۸ پسر به ازای ۱۰۰ دختر است که بسیار بالاتر از میزان طبیعی ۱۰۵ به ۱۰۰ محسوب می‌شود.
یک نظرسنجی از مرکز تحقیقات پیو در سال ۲۰۰۸ نشان می‌دهد که ۷۶ درصد چینی‌ها موافق این برنامه هستند. با این حال، انتقادات زیادی در غرب از این برنامه شده که آن را نقض حقوق بشر دانسته و موجب پیامدهای منفی اجتماعی می‌دانند.

## استثناها
در برخی مناطق روستایی به خانواده‌هایی که فرزند اول آنان دختر یا پسر معلول باشد، اجازهٔ داشتن فرزند دیگری هم داده می‌شد. در مورد مهاجران چینی که از خارج به کشور باز می‌گردند هم، اجازهٔ داشتن فرزند دیگری هم داده می‌شد.
از نظر قومی نیز اجرای قانون خانواده تک فرزندی یکنواخت نیست و در حالیکه اکثریت چینی‌های قوم هان اجازه داشتن بیش از یک فرزند را مگر در موارد استثنایی ندارند، به ۵۵ اقلیت قومی کشور اجازه داشتن دو یا حتی سه فرزند برای هر خانواده داده شده‌است. بر اساس سرشماری سال ۲۰۱۰ هان‌ها حدود ۹۱٫۰۵ درصد جمعیت کشور و بقیه اقوام ۸٫۵ درصد جمعیت کشور را تشکیل می‌دهند.

## نتایج و پیامدها

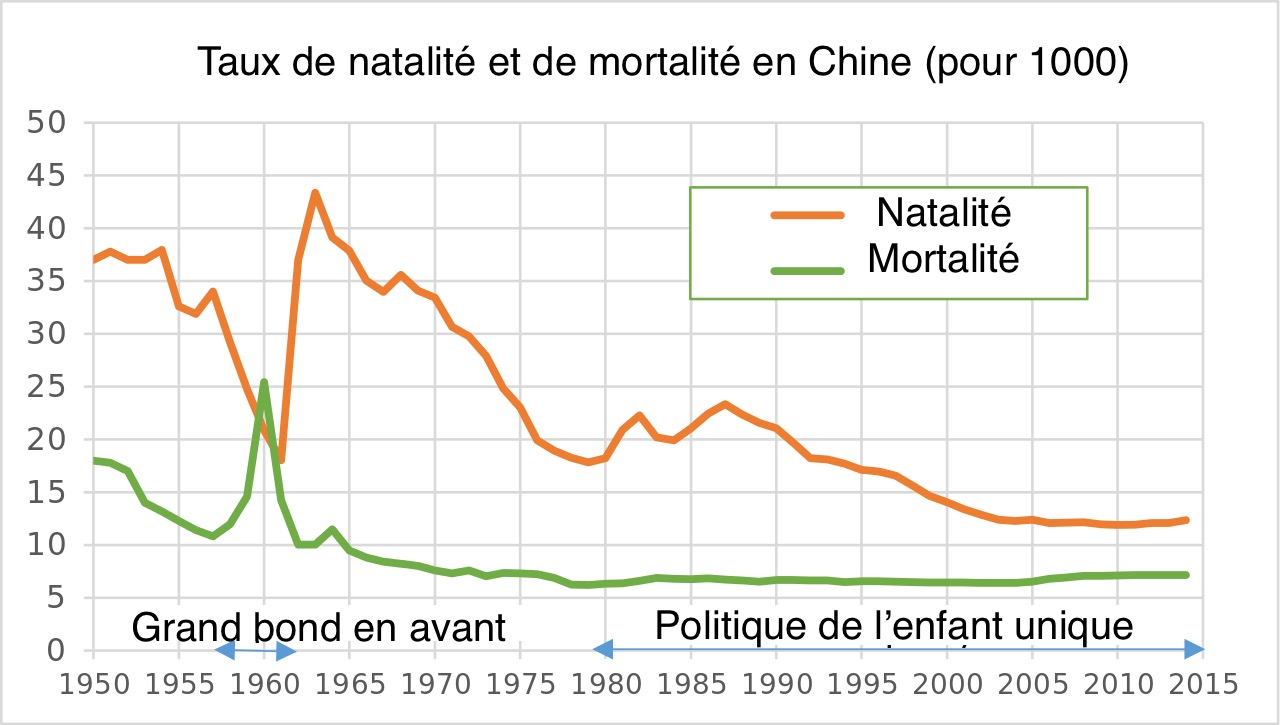
روند سیاست تنظیم خانواده در چین

مقامات چینی اجرای سیاست تک فرزندی را موفقیت‌آمیز توصیف کرده و یکی از عوامل رشد سریع اقتصادی این کشور در سال‌های اخیر دانسته‌اند. هرچند برخی از کارشناسان گفته‌اند که بهبود دسترسی به امکانات برنامه‌ریزی خانواده، افزایش درآمدها و تغییرات فرهنگی ناشی از آن نیز در جلوگیری از رشد سریع جمعیت چین مؤثر بوده‌است.
اجرای این سیاست همچنین باعث بروز نگرانی در میان اقتصاددانان شده؛ زیرا با بهبود شرایط اقتصادی و افزایش امید به زندگی در میان جمعیت چین، در آینده نزدیک هر فرد شاغل در این کشور با بار تکفل سنگینی مواجه خواهد بود زیرا کار او باید معاش پدر و مادر بازنشسته و احتمالاً والدین آنان را نیز تأمین کند.
در سال‌های اخیر، برخی از زوج‌های چینی با انجام آزمایش‌های پزشکی در زمان بارداری زن و آگاه شدن از دختر بودن جنین، به سقط جنین مبادرت می‌ورزند تا تنها فرزند خانواده پسر باشد اما این وضعیت می‌تواند باعث برهم خوردن تناسب جنسیتی جمعیت این کشور در آینده شود.

## انتقادات
در مواردی گروه‌های مدافع حقوق بشر قانون تک فرزندی چین را مورد انتقاد قرار داده‌اند و آن را مغایر آزادی‌های فردی دانسته‌اند اما دولت چین تأکید داشته‌است که در اجرای قانون تک فرزندی، اجازه اعمال فشار از جمله وادار کردن زنان به سقط جنین یا عقیم‌سازی اجباری را نمی‌دهد و مجازات متخلفان از این قانون منحصر به پرداخت جریمه نقدی است.